# (9149) 1977 TD1
A (9149) 1977 TD1 a Naprendszer kisbolygóövében található aszteroida. Paul Wild fedezte fel 1977. október 12-én.